# Chiesa di San Lorenzo (Rialto)
La chiesa di San Lorenzo è luogo di culto cattolico situato nella località di Vene nel comune di Rialto, in provincia di Savona. È sede di un delle due parrocchie in cui è suddiviso il territorio comunale.

## Storia e descrizione
Praticamente nulle sono le notizie sulle origini ed il periodo di edificazione della chiesa, essendo i documenti andati distrutti.
L'edificio si presenta a navata unica, con facciata barocca alleggerita da stucchi rococò, affiancata da campanile di identico stile.